# فيروز أباد (أصفهان)
فيروز أباد هي قرية في مقاطعة أصفهان، إيران. يقدر عدد سكانها بـ 213 نسمة بحسب إحصاء 2016.